# George Albert Boulenger
George Albert Boulenger (Bruxelas, Bélgica em 19 de Outubro de 1858 – Saint Malo, França em 23 de Novembro de 1937) foi um zoólogo belga-britânico que descreveu e deu nomes científicos a mais de 2 000 novas espécies de animais, principalmente peixes, répteis e anfíbios. Boulenger também foi um botânico ativo durante os últimos 30 anos de sua vida, especialmente no estudo das rosas.

## Vida
Boulenger nasceu em Bruxelas, Bélgica, filho único de Gustave Boulenger, notário público belga, e de Juliette Piérart, de Valenciennes. Ele se formou em 1876 na Universidade Livre de Bruxelas em ciências naturais e trabalhou por um tempo no Instituto Real Belga de Ciências Naturais, Bruxelas, como naturalista assistente estudando anfíbios, répteis e peixes. Ele também fez visitas frequentes durante esse tempo ao Muséum national d'Histoire naturelle em Paris e ao Museu Britânico em Londres.
Em 1880, ele foi convidado a trabalhar no Museu de História Natural, então um departamento do Museu Britânico, pelo Dr. Albert CLG Günther e designado para a tarefa de catalogar os anfíbios da coleção. Sua posição no Museu Britânico significava que ele tinha que ser um funcionário público do Império Britânico, então se tornou um súdito britânico naturalizado. Em 1882, ele se tornou um assistente de primeira classe no Departamento de Zoologia e permaneceu nessa posição até sua aposentadoria em 1920.
Após sua aposentadoria do Museu Britânico, Boulenger estudou rosas e publicou 34 artigos sobre temas botânicos e dois volumes sobre as rosas da Europa. Ele morreu em Saint Malo, França.
De acordo com relatos biográficos, ele era incrivelmente metódico e tinha uma memória incrível que o permitia lembrar de cada espécime e nome científico que ele já viu. Ele também tinha extraordinários poderes de escrita, raramente fazia um segundo rascunho de qualquer coisa que escrevia e seus manuscritos apresentavam apenas algumas correções antes de ir para o editor.
Boulenger também tocava violino, falava francês, alemão e inglês, além de ler espanhol, italiano e um pouco de russo. Como zoólogo, ele também tinha um conhecimento prático de grego e latim.
Em 1921, Boulenger publicou 875 artigos totalizando mais de 5 000 páginas, bem como 19 monografias sobre peixes, anfíbios e répteis. A lista de suas publicações e seu índice de espécies abrange 77 páginas impressas.
Ele descreveu 1 096 espécies de peixes, 556 espécies de anfíbios e 872 espécies de répteis. Ele era famoso por suas monografias sobre anfíbios, lagartos e outros répteis e peixes, por exemplo, suas monografias sobre os peixes da África.
Ele era membro da Sociedade Americana de Ictiologistas e Herpetologistas e foi eleito seu primeiro membro honorário em 1935. Em 1937, a Bélgica conferiu a ele a Ordem de Leopoldo, a maior homenagem concedida a um civil.
Seu filho, Edward George Boulenger (1888–1946), também foi zoólogo e ocupou o cargo de Diretor do London Zoo Aquarium.

## Trabalho em peixes que vivem em cavernas
Em 1897, o rei Leopoldo II da Bélgica começou a recrutar naturalistas para ajudar a criar o museu do Congo. Boulenger foi nomeado presidente desta comissão.
Sua principal descoberta em 1921 foi um estranho peixe do Congo. Não tinha olhos e não tinha pigmentação. Ele o reconheceu como novo e não relacionado a qualquer espécie epígea (de olhos, de superfície) existente na África. Ele escreveu um breve artigo descrevendo essa nova espécie de peixe das cavernas, o primeiro descrito na África. Ele o chamou de Caecobarbus geertsii, de caeco = blind, barbus = barb e geertsii, em homenagem a uma pessoa misteriosa, M. Geerts, que lhe forneceu o espécime. Hoje, é conhecido como Congo ou farpa cega africana.